# Rookruimte

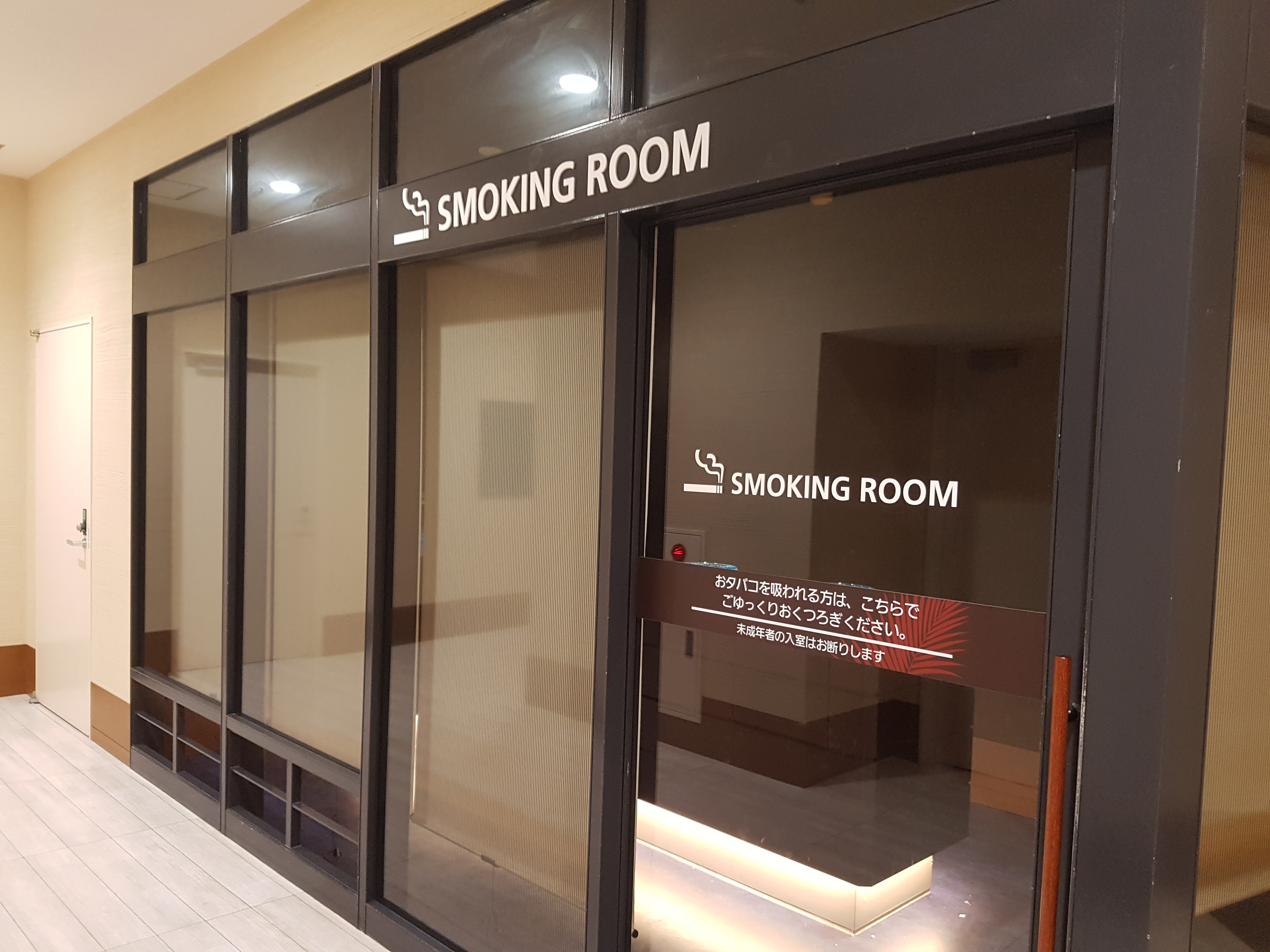
Rookruimte in een Japans winkelcentrum

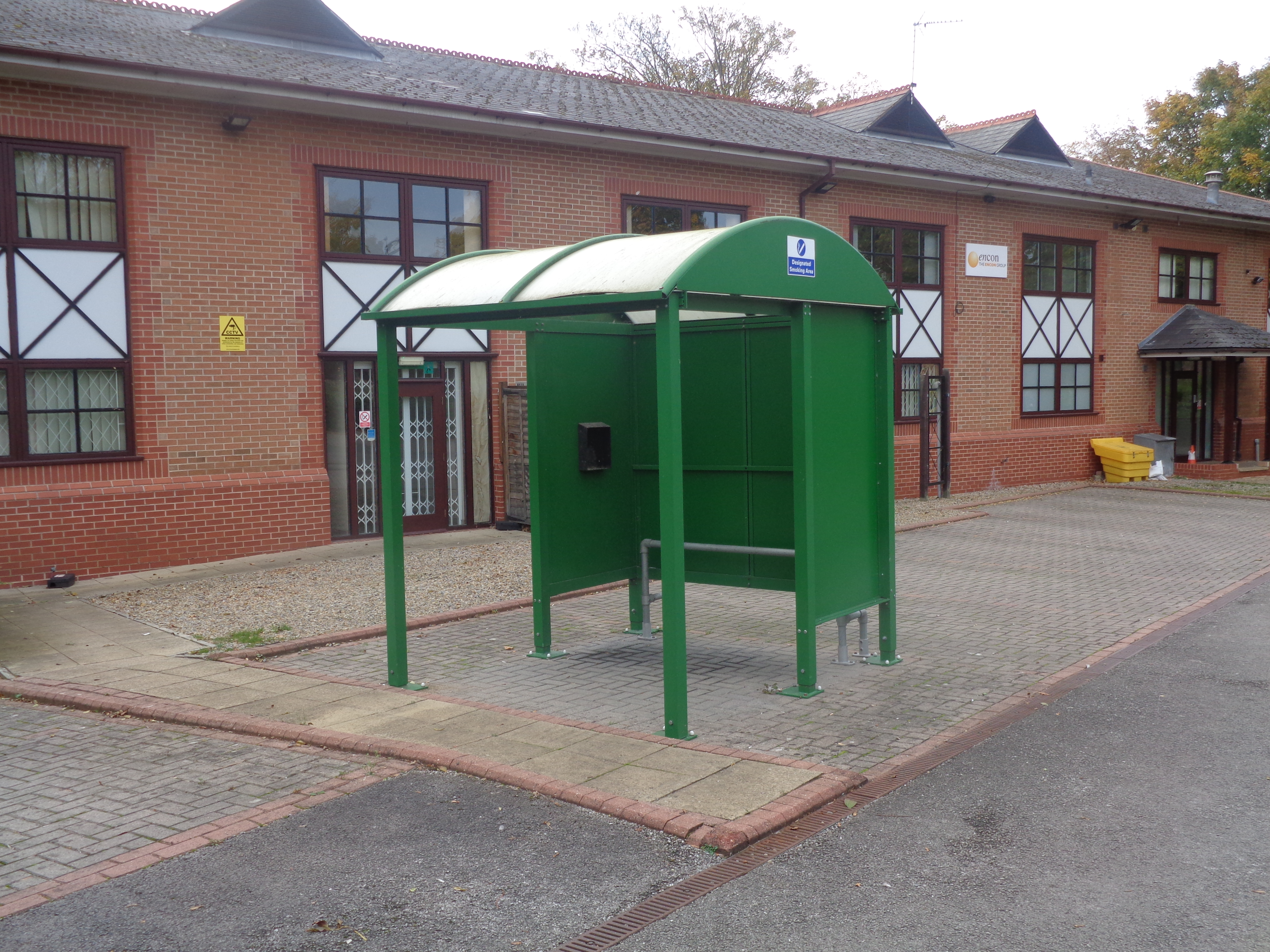
Overdekte rookplek buiten

Een rookruimte is een afgesloten ruimte waar bezoekers van horecagelegenheden of medewerkers van een bedrijf of (overheids)organisatie kunnen roken. Aparte rookruimtes zijn ontstaan na de invoering van een wettelijk rookverbod dat zowel in Nederland als in België eerstmaals per 1 januari 2004 van kracht werd en nadien een steeds uitgebreidere werking kreeg.
Met de invoering van het algemene rookverbod werden de compartimenten voor rokers in het openbaar vervoer opgeheven. Treinen beschikten voordien over rookcoupés en vliegtuigen hadden aparte rijen voor rokers en niet-rokers. In bussen was roken meestal verboden, behalve in touringcars. Tramrijtuigen en trolleybussen hadden soms ook een aparte rookafdeling.
Sinds de 17e eeuw beschikten grote (land)huizen en later ook deftige restaurants en hotels over een aparte rookkamer of fumoir, waar heren zich konden terugtrekken om van rookwaren te genieten.

## Nederland
In Nederland geldt sinds 1 januari 2004 het recht op een rookvrije werkplek. Werkgevers zijn verplicht om ervoor te zorgen dat werknemers kunnen werken zonder hinder of overlast te ondervinden van tabaksrook. Het maakt daarbij niet uit of de werknemer bij de overheid of in het bedrijfsleven werkt. Een werkgever kan wel voor rokers een afgesloten rookruimte maken mits deze geen overlast veroorzaakt naar omliggende ruimten. Dit is echter niet verplicht. Bij horecazaken of bedrijven en organisaties waar geen rookruimte is, kunnen rokers dientengevolge alleen nog op het terras, respectievelijk buiten het gebouw roken. In het laatste geval worden soms hokjes geplaatst, zodat de rokers bij regen droog kunnen staan. Ook dit is niet verplicht.
Bij de invoering van het recht op de rookvrije werkplek maakte de overheid aanvankelijk een uitzondering voor de 500.000 werknemers in de horeca. Aangezien er pas sprake is van rookvrije ruimtes indien deze volledig zijn gescheiden van de ruimtes waar gerookt wordt, zijn tafels voor niet-rokers in een ruimte waar door anderen wel gerookt wordt dus niet rookvrij. Vanaf 1 juli 2008 mocht in de horeca binnen alleen nog maar in aparte rookruimten gerookt worden. Dit beleid leidde direct tot veel controverse en bleek niet te handhaven. In Nederland was het verzet tegen het rookverbod vergeleken met de rest van Europa dan ook relatief groot.

### Jurisprudentie
Op 13 februari 2018 bepaalde het gerechtshof in Den Haag dat rookruimtes binnen horecagelegenheden niet buiten het rookverbod vallen. Het bestaan van rookruimtes zou sociale druk op niet-rokers kunnen creëren om zich bij de rokers te voegen, het is moeilijk te voorkomen dat rook uit de rookruimte zich daarbuiten verspreidt en bovendien worden medewerkers blootgesteld aan tabaksrook als ze deze ruimtes opruimen. De belangenvereniging Nederlandse Niet-rokersvereniging CAN had een procedure tegen de Staat aangespannen om deze uitzondering op het rookverbod ongedaan te maken, die in strijd werd geacht met de Kaderovereenkomst voor de bestrijding van tabaksgebruik van de Wereldgezondheidsorganisatie van de Verenigde Naties, een verdrag waarbij Nederland partij is. Art. 8 van dat WHO-Kaderverdrag houdt in dat de verdragspartijen effectieve maatregelen dienen te nemen tegen blootstelling aan tabaksrook in ‘indoor public places’. Daaronder zouden ook de rookruimtes in horeca-instellingen vallen. Niet-rokers en werknemers kunnen die ruimtes betreden en daar aan tabaksrook worden blootgesteld. Het hof oordeelde daarom dat de uitzondering op het rookverbod voor rookruimtes onverbindend zou zijn.
In mei 2019 adviseerde de advocaat-generaal de Hoge Raad de uitspraak van het hof te bekrachtigen. Op 27 september 2019 werden de rookruimtes in Nederland met onmiddellijke ingang verboden: de Hoge Raad oordeelde evenals eerder het Gerechtshof Den Haag dat de uitzondering op het rookverbod voor rookruimtes in horeca-inrichtingen  ongeldig was.  

## België
In België heeft sinds 1 januari 2004 elke werknemer, zowel in de openbare als private sector, recht op een rookvrije werkruimte. Het rookverbod moet duidelijk aangegeven zijn en asbakken zijn niet toegestaan op plaatsen waar niet gerookt mag worden. Afgebakende zones voor rokers moeten duidelijk aangegeven zijn en de gevolgen van het roken effectief beperken. Waar zulke ruimtes ontbreken moeten rokers buiten op straat roken, het zgn. stoeproken, dat in 2011 werd gekozen als Vlaams woord van het jaar.
Sinds 1 januari 2007 geldt het rookverbod voor alle restaurants in België. Roken is daar dan enkel nog toegestaan in afgesloten zaaltjes, op voorwaarde dat daar enkel gedronken en niet gegeten wordt. Voor kantines van sportcomplexen, patisseries, tearooms, snackbars, pitazaken, pizzazaken en ijssalons gelden dezelfde regels als voor restaurants.
In cafés die kleiner zijn dan 50 m² en kleine frietkramen (maximum 16 plaatsen) mag er nog gerookt worden maar moet er een rookafzuig- of verluchtingssysteem in werking zijn van minimaal 15 m³ per uur en per vierkante meter. Cafés die groter zijn dan 50 m² en grote frietkramen, moeten een aparte ruimte hebben voor niet-rokers. Die moet minstens de helft van de oppervlakte van het gesloten gedeelte van de zaak beslaan. Bovendien moet de ruimte voor niet-rokers duidelijk zijn aangeduid met rookverbodtekens.
Vanaf 1 januari 2010 geldt een rookverbod in alle etablissementen waar eten geserveerd wordt, behalve in frietkramen die kleiner zijn dan 50 m². Ook in eetcafés en brasserieën mag vanaf 2010 dus niet meer gerookt worden. Uitbaters van eetkroegen of brasserieën mogen wel een aparte rookruimte inrichten waar nog gerookt, maar niet gegeten mag worden.